# Zaraapelta
Zaraapelta ("ježčí štít", podle "ostnitého" profilu tělního pancíře) byl rod ankylosauridního dinosaura, žijícího v období svrchní křídy (souvrství Barun Gojot, asi před 75 až 71 miliony let) na území současného Mongolska.

## Historie
Holotyp tohoto dinosaura (kat. ozn. MPC D-100/1388) představuje nekompletní fosilní lebku, dlouhou kolem 40 cm. Ta byla objevena v roce 2000 Robertem Gabbardem, členem paleontologické expedice, vedené kanadským paleontologem Philipem J. Curriem. Formálně byla tato lebka popsána roku 2014 Victorií Megan Arbourovou a jejími kolegy. Typovým a jediným známým druhem je Z. nomadis.

## Zařazení
Zaraapelta byl rod, spadající do čeledi Ankylosauridae a do podčeledi Ankylosaurinae. Jeho nejbližším příbuzným byl zřejmě rod Tarchia, o trochu vzdálenějším rodem pak byl rod Saichania.